# Canadian Associated Press
La Canadian Associated Press est une agence de presse créée au Canada en 1903, qui fut l'ancêtre de La Presse Canadienne.

## Histoire
Deux grands quotidiens de l'est du Canada, le Toronto Telegram et le Montreal Star de Brenton Macnab ont créé une Canadian Associated Press en 1903, avec l'aide d'une subvention de 6000 dollars du gouvernement fédéral canadien et pour objectif de mutualiser le coût de l'approvisionnement en nouvelles de Londres directement vers le Canada, sans se reposer sur la structure en place de l'Associated Press américaine. Une étude effectuée en 1895 a montré que seulement 18 quotidiens canadiens étaient membres de l'Associated Press contre 33 membres de l'United Press (association). Peu après sa création, la Canadian Associated Press a 16 journaux membres. L'un de ses premiers présidents est John Ross Robertson, du Toronto Telegram, dont le frère devient journaliste de la Canadian Associated Press à Londres.
En 1906, l'agence de presse britannique Reuters envoie son représentant Henry Collins au Canada, pour reprendre Canadian Associated Press et étendre ses services, afin de fournir un plus grand nombre de nouvelles internationales. Le gouvernement canadien annonce ensuite en 1908 que la subvention va être supprimée. John Ross Robertson, du Toronto Telegram, accuse alors Reuters de vouloir couler la Canadian Associated Press à la demande du gouvernement canadien. De son côté, Reuters promet aux journaux une plus grande couverture, en quantité comme en qualité, de l'importante actualité dans tous les pays du Commonwealth et lance l"Imperial News Service", qui va lui servir aussi pour mettre son réseau, moyennant finances, au service du Foreign Office britannique, dont s'est rapproché le gouvernement canadien.
En 1910, la Canadian Pacific Railway Telegraph qui se chargeait du transit des nouvelles de l'United Press (association) jusqu'en 1893 puis de l'Associated Press ensuite décide de se retirer de cette activité. À ce moment-là, la Canadian Associated Press, essentiellement présente dans l'Est, est rejointe par deux autres associations canadiennes, la Western Associated Press et l'Eastern Associated Press. Elles s'unissent en 1910 pour maintenir leur association avec l'agence américaine Associated Press. L'un de ses premiers présidents est JH Woods, patron du Calgary Herald. L'agence de La Presse canadienne sera ensuite fondée en 1917 par un acte du parlement canadien.

## Chronologie
- 1894 : fin des accords entre des journaux canadiens et l'United Press (association)
- 1895 : premier accord entre Reuters et l'Australian Press Association
- 1895 : Reuters s'illustre lors du Siège de Mafeking pendant la guerre des Boers
- 1895 : Central News discréditée par un manque de neutralité et de fiabilité dans le conflit du Soudan
- 1898 : la "Publisher Press Association" , rivale de l'Associated Press, créé à New York
- 1900 : l'Arrêt Inter Ocean Publishing contre Associated Press affaiblit cette dernière
- 1902 : l'alliance entre agences de presse de 1902 bouscule le Traité quadripartite des agences de presse
- 1903 : création de la Canadian Associated Press avec une subvention de 6000 dollars par an
- 1906 : Reuters se lance à l'assaut du marché canadien et veut créer une banque
- 1907 : fondation de la United Press, rivale de l'Associated Press américaine
- 1908 : le gouvernement canadien cesse sa subvention à la Canadian Associated Press
- 1909 : création d'une Canadian Associated Press nouvelle formule
- 1909 : création de la Mention Tractatus, reconnue officiellement par les grandes agences
- 1909 : fondation de l'International News Service rivale de l'Associated Press américaine
- 1910 : la Canadian Pacific Railway Telegraph cesse de distribuer la Canadian Associated Press
- 1910 : Reuters lance l"Imperial News Service"
- 1910 : Reuters lance le "Reuter Agence Service"
- 1910 : débuts du Scandale Marconi, impliquant le gouvernement d'Herbert Asquith
- 1911 : création à Londres du United Service australien
- 1912 : le Scandale Marconi s'étend à Wall Street
- 1913 : Reuters créé la British Commercial Bank
- 1913 : Horatio Herbert Kitchener devient ministre de la guerre
- 1914 : l'Afrique du Sud rapporte un bénéfice annuel de 8 000 sterling à Reuters
- avril 1915 : suicide d'Herbert de Reuter
- 1915 : le United Service négocie avec Reuters, contre l'Australian Press Association
- 1916 : la Compagnie Marconi candidate au rachat de Reuters
- 1916 : Mark F. Napier réussit le rachat de Reuters avec l'aide du gouvernement britannique
- janvier 1917 : un sous-ministère de l'information créé au sein du Foreign Office, au moment de l'entrée en guerre des États-Unis
- 1917 : second des deux référendum australiens sur la conscription
- mars 1918 : création du Ministère de l'information britannique
- juillet 1918 : auditions au parlement britannique sur les subventions à Reuters